# Grupo Lagardère
O Grupo Lagardère (Euronext: MMB) por vezes chamado também Groupe Lagardère, Lagardère Group, Lagardère Media ou simplesmente Lagardère é um conglomerado de mídia de nacionalidade francesa que inclui empresas nas áreas de editoração, varejo, comunicação e aeroespacial que foi criado pelo empresário Jean-Luc Lagardère.